# Nishijin (métro de Fukuoka)
Nishijin (西新駅, Nishijin-eki) est une station de la ligne Kūkō du métro de Fukuoka. Elle est située dans l'arrondissement de Sawaru à Fukuoka au Japon.

## Situation sur le réseau
Établie en souterrain, Nishijin est située au point kilométrique (PK) 3,4 de la ligne Kūkō. Elle est située entre la station Fujisaki, en direction du terminus ouest Meinohama, et la station Tojinmachi, en direction du terminus est Aéroport de Fukuoka.

## Histoire
La station Nishijin est mise en service le 26 juillet 1981, lors de l'ouverture à l'exploitation de la ligne Kūkō entre Muromi et Tenjin.

## Services aux voyageurs

### Accès et accueil
La station est ouverte tous les jours.

### Desserte
- voie 1 : direction Nakasu-Kawabata (interconnexion avec la ligne Hakozaki pour Kaizuka) et Aéroport de Fukuoka
- voie 2 : direction Meinohama (interconnexion avec la ligne Chikuhi pour Chikuzen-Maebaru et Karatsu)

Installations et desserte
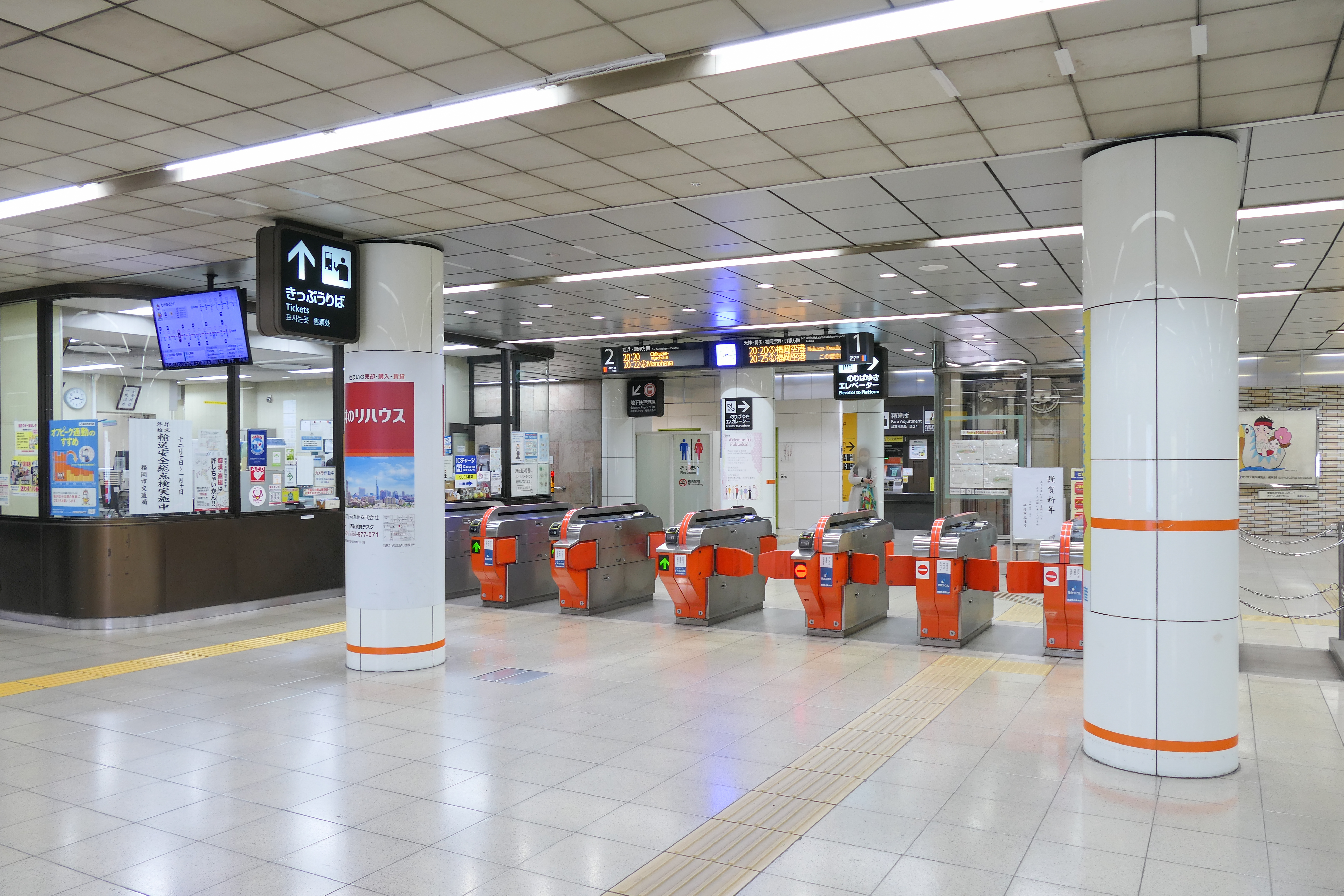
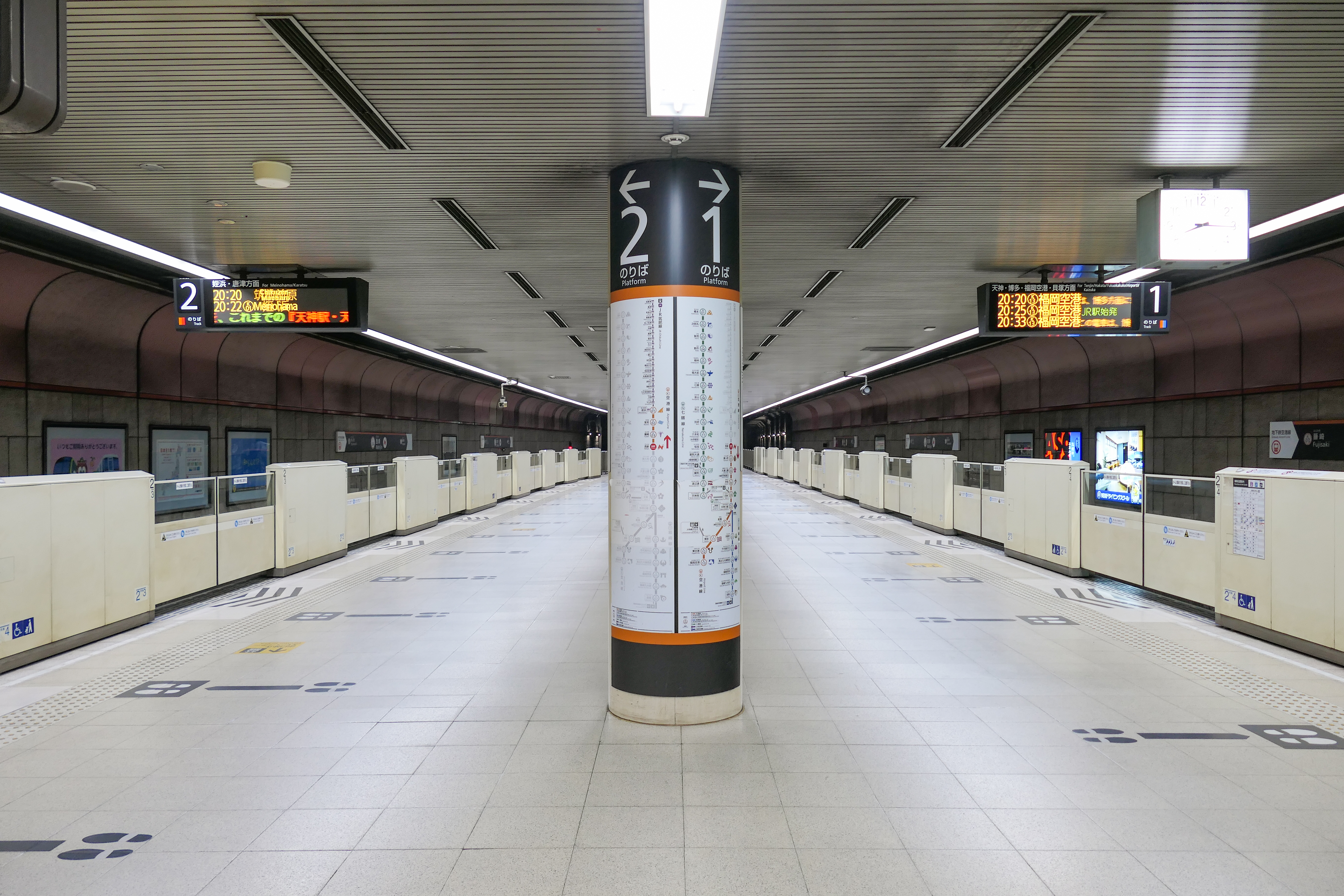

## À proximité
- Musée municipal de Fukuoka
- Tour de Fukuoka